# Castillo de Amboise

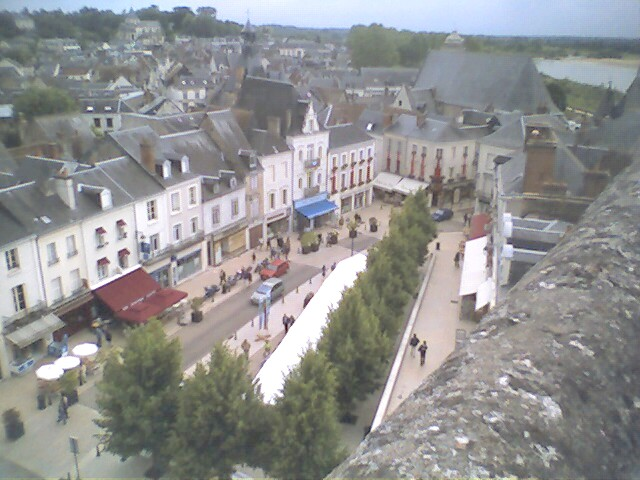
Vista del pueblo medieval de Amboise desde el Castillo de Amboise.

El castillo de Amboise (château d'Amboise) es un château francés que domina desde un promontorio el río Loira a su paso por Amboise, departamento francés de Indre-et-Loire, englobado en el conjunto de castillos del valle del Loira (fr. château de la Loire) que fueron declarados Patrimonio de la Humanidad por la Unesco en 2000. En este edificio se encuentra la tumba de Leonardo da Vinci, que residió en una mansión de la misma localidad (castillo de Clos-Lucé).
El palacio pertenece a la Fondation Saint-Louis privada que reúne, conserva y gestiona los bienes de la familia real de la Casa de Orleans.

## Fortaleza medieval
Destruido varias veces por los normandos, Amboise fue integrado en los bienes de la casa de Anjou antes de pertenecer a la casa de Amboise-Chaumont y de pasar en 1422 al vizconde de Luis de Thouars en herencia. En 1431, Louis d'Amboise participa en un complot contra Louis de la Trémoille, favorito del rey Carlos VII, y es condenado a muerte. Posteriormente se conmuta la pena, pero su castillo es confiscado por el rey de Francia.

## Detalles
Las fortificaciones del castillo de Amboise fueron construidas desde el siglo XIII.
El rey Carlos VIII, nacido en Amboise, hizo allí las primeras construcciones notables:
- La capilla de Saint-Hubert, edificada sobre una gran roca entre 1491 y 1496, situada fuera del cuerpo del castillo, y cuya decoración, de arquitectura gótica tardía, tiene como tema la caza (san Huberto es el santo patrón de la caza). El dintel de la puerta de entrada de la capilla es una representación del santo en una cacería. Esta capilla formaba parte integrante del castillo y en ella se halla la tumba de Leonardo da Vinci, si bien está vacía, pues fue profanada durante la revuelta de los hugonotes.
- El ala llamada «de Carlos VIII», también de estilo gótico tardío, que comprende las viviendas del Rey y de la Reina.
- El ala Luis XII, de estilo renacentista.
- Dos grandes torres circulares: des Minimes y de Hurtault con rampas cubiertas en forma de caracol que permiten el acceso fácil de los caballos y de las carretas desde el nivel del Loira hasta la cota del castillo, esto es, a unos 200 metros.
- Sobre la terraza existe un parque donde se encuentra un busto de Leonardo da Vinci y un memorial de Abd al-Qadir, fallecido en Amboise durante su cautividad.
- Carlos VIII murió allí el 7 de abril de 1498 a la edad de 28 años, después de haberse golpeado en la cabeza con el dintel de una puerta en el foso del castillo, mientras jugaba al jeu de paume.
- Luis XII hizo construir una segunda ala, perpendicular al ala de Carlos VIII, en estilo renacentista.
- Francisco I pasó allí su infancia y reordenó el ala de Luis XII. Invitó a Leonardo da Vinci, que permaneció en Amboise, en el llamado Castillo de Clos-Lucé, una mansión situada cerca del castillo, desde 1516 hasta su muerte el 2 de mayo de 1519. Se construyó un pasaje subterráneo para la comunicación entre ambos sitios. El gran pintor fue inhumado en la capilla de San Huberto.
- El castillo fue el teatro de la conjura de Amboise en 1560, preludio de las guerras de religión.
- A partir de Enrique III, las estancias reales se hicieron más escasas. Una gran parte del castillo fue demolida en el mismo reinado de Enrique III.
- Luis Felipe I heredó el castillo de su madre. Remodeló las antiguas murallas haciendo destruir las casas contiguas y redecoró el ala de Luis XII.
- En 1847, el emir Abd al-Qadir, jefe de la lucha contra la colonización francesa en Argelia, se rinde ante las autoridades francesas y en 1848 es encarcelado en el castillo, hasta que Napoleón III le concede la libertad en 1852.

## Terraza

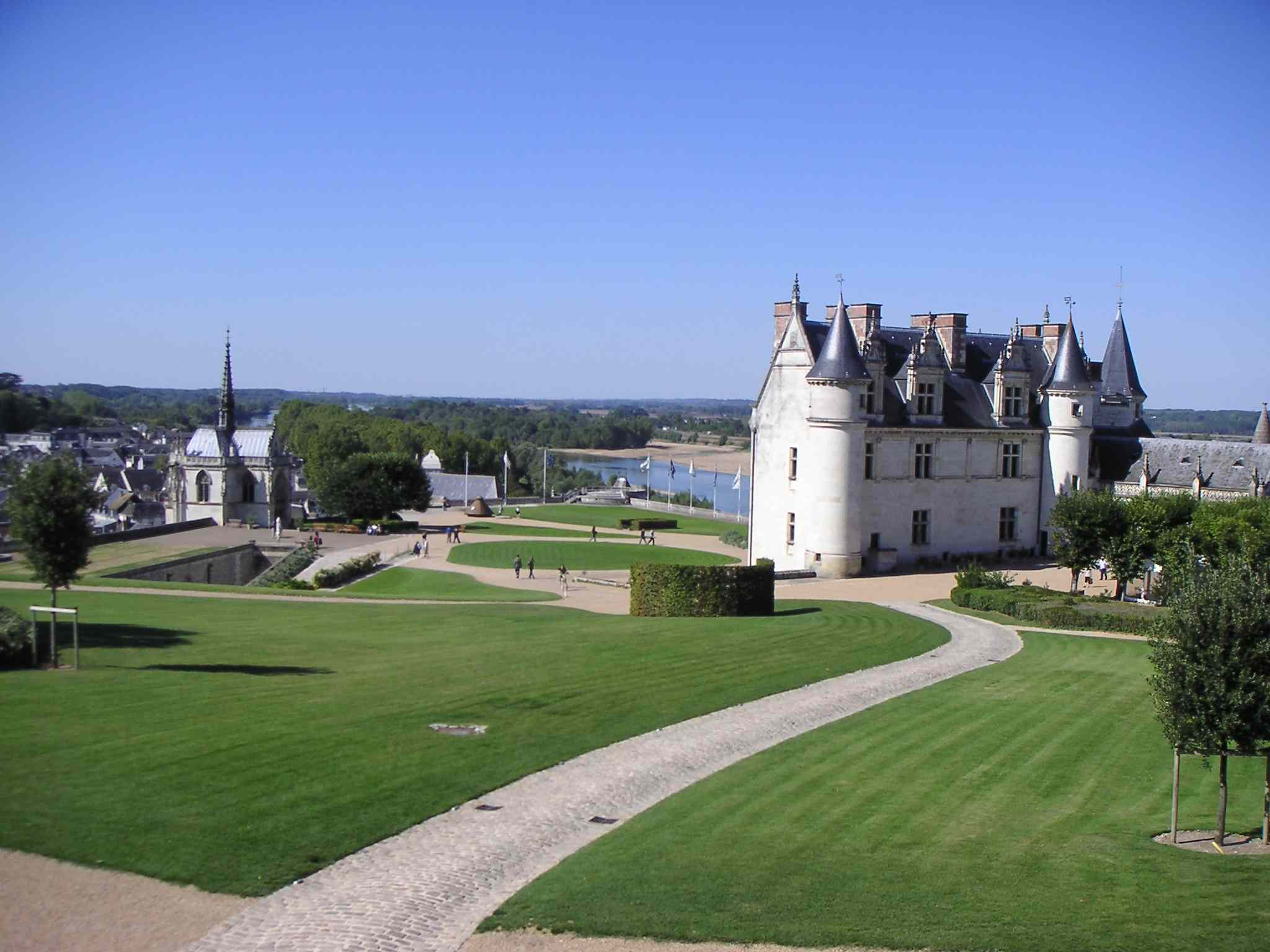
Vista general de la terraza del palacio, con el parque, la vivienda real y la capilla.
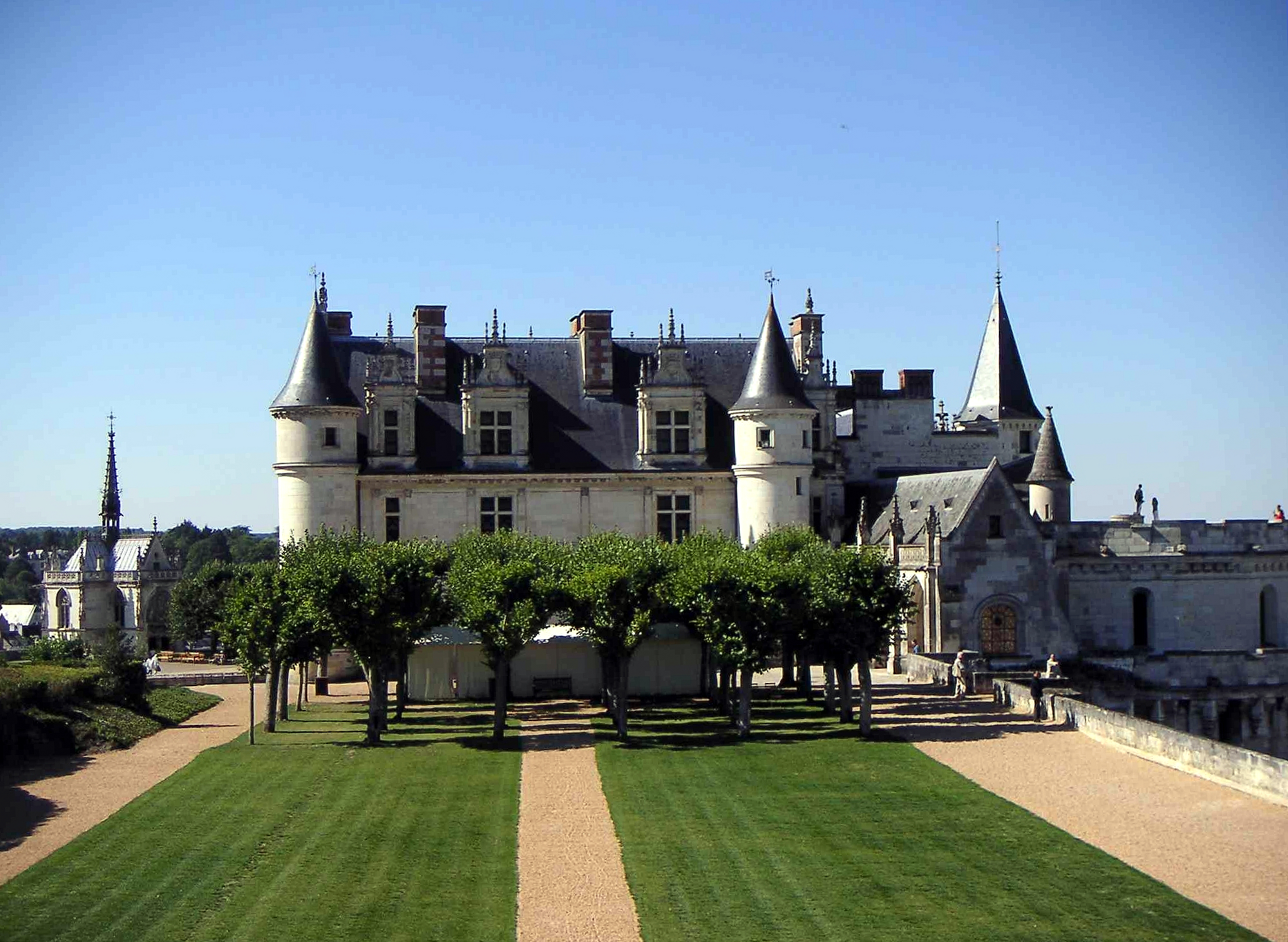
Fachada este con el jardín de Nápoles
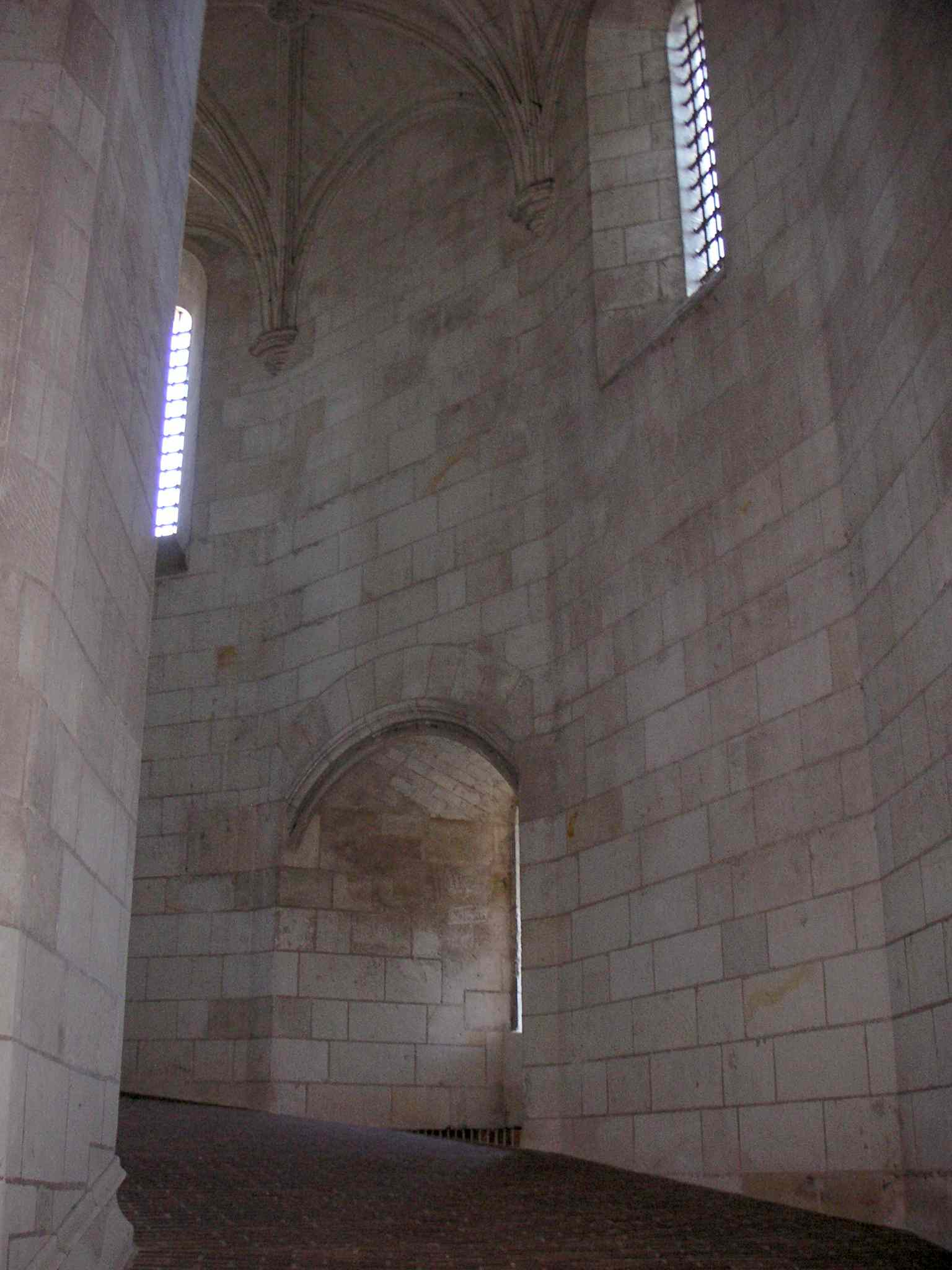
Vista interior de la torre de los Mínimos
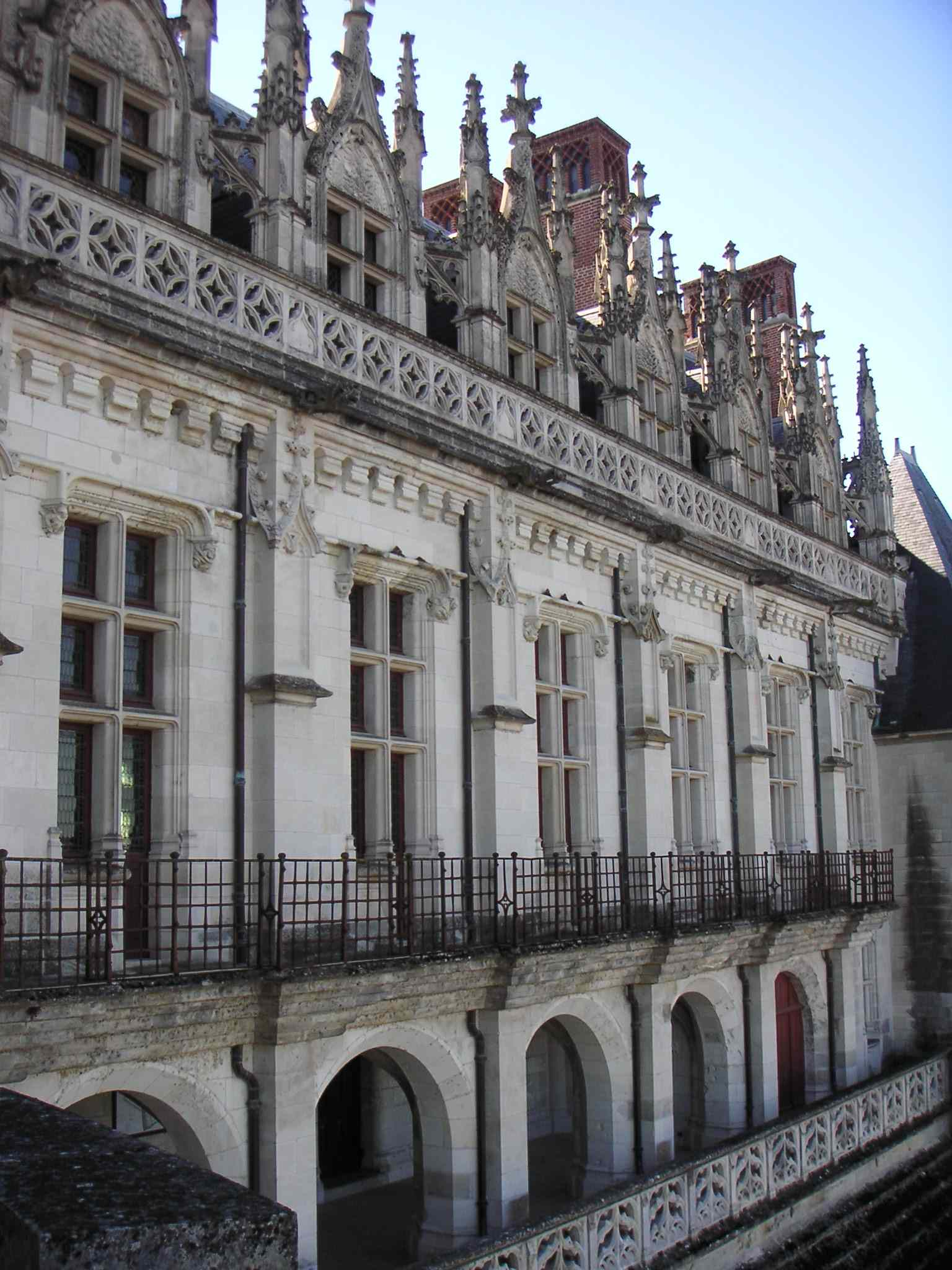
Fachada del ala de Carlos VIII
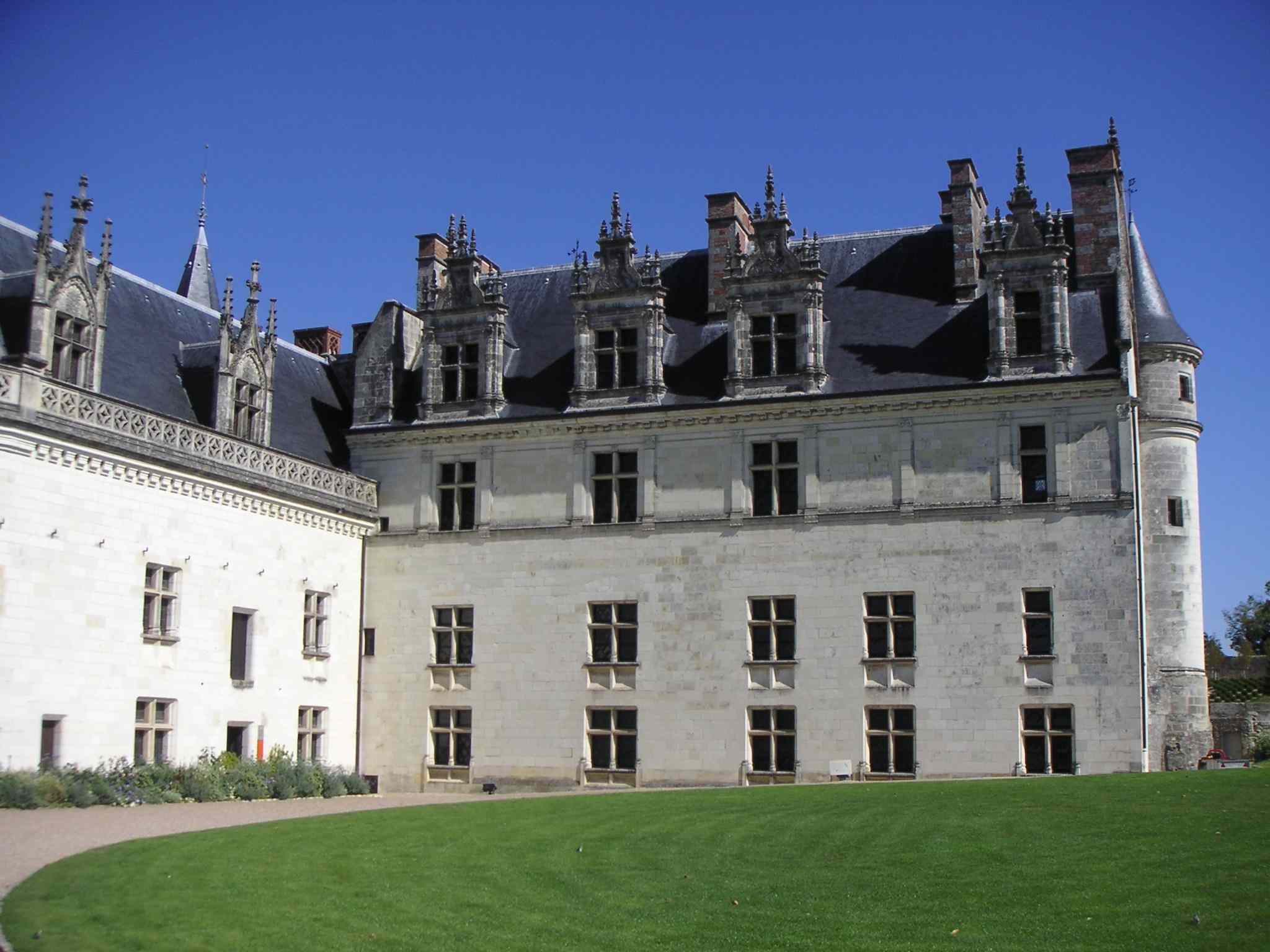
Patio interior
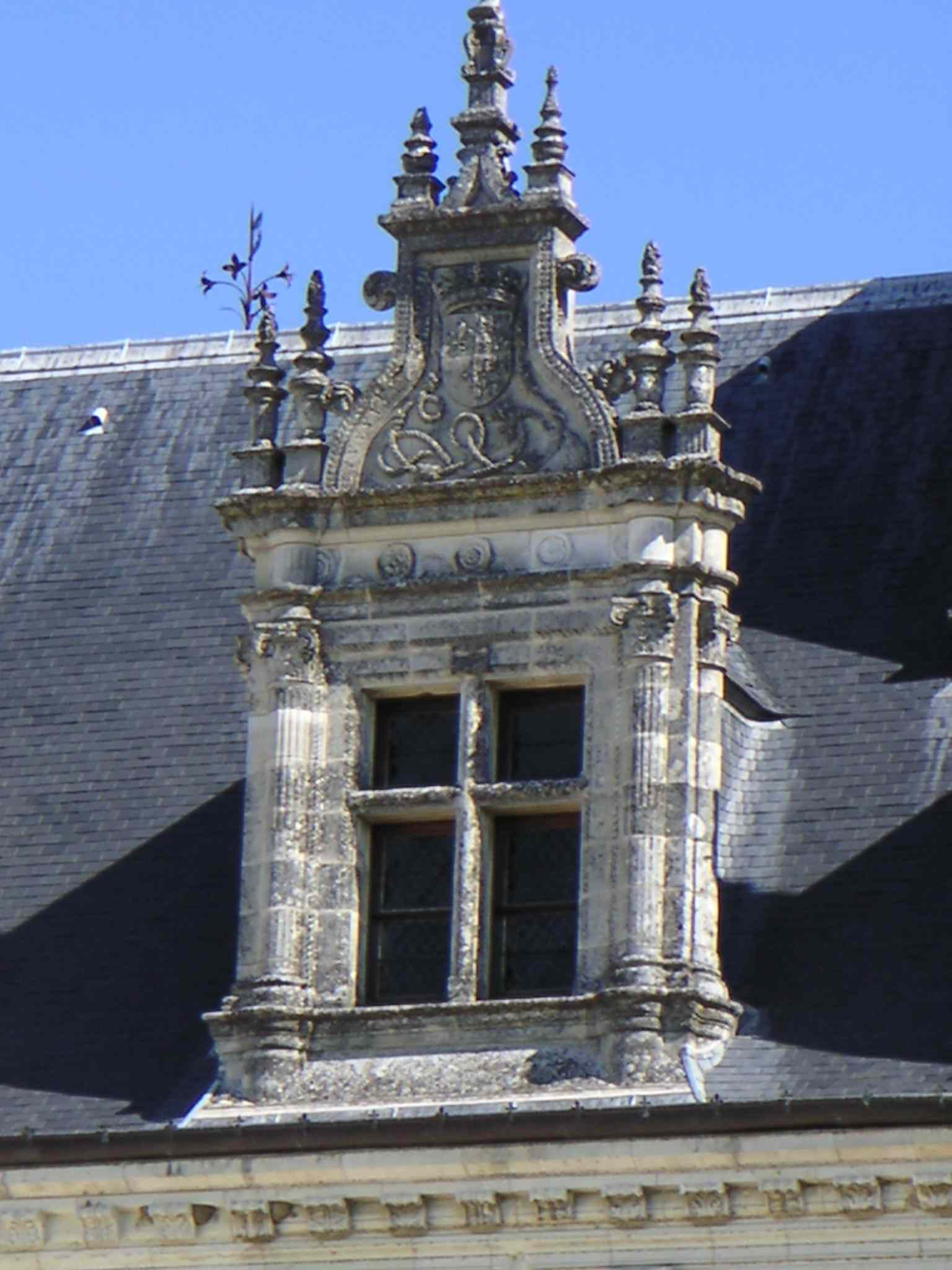
Tragaluz renacentista del castillo
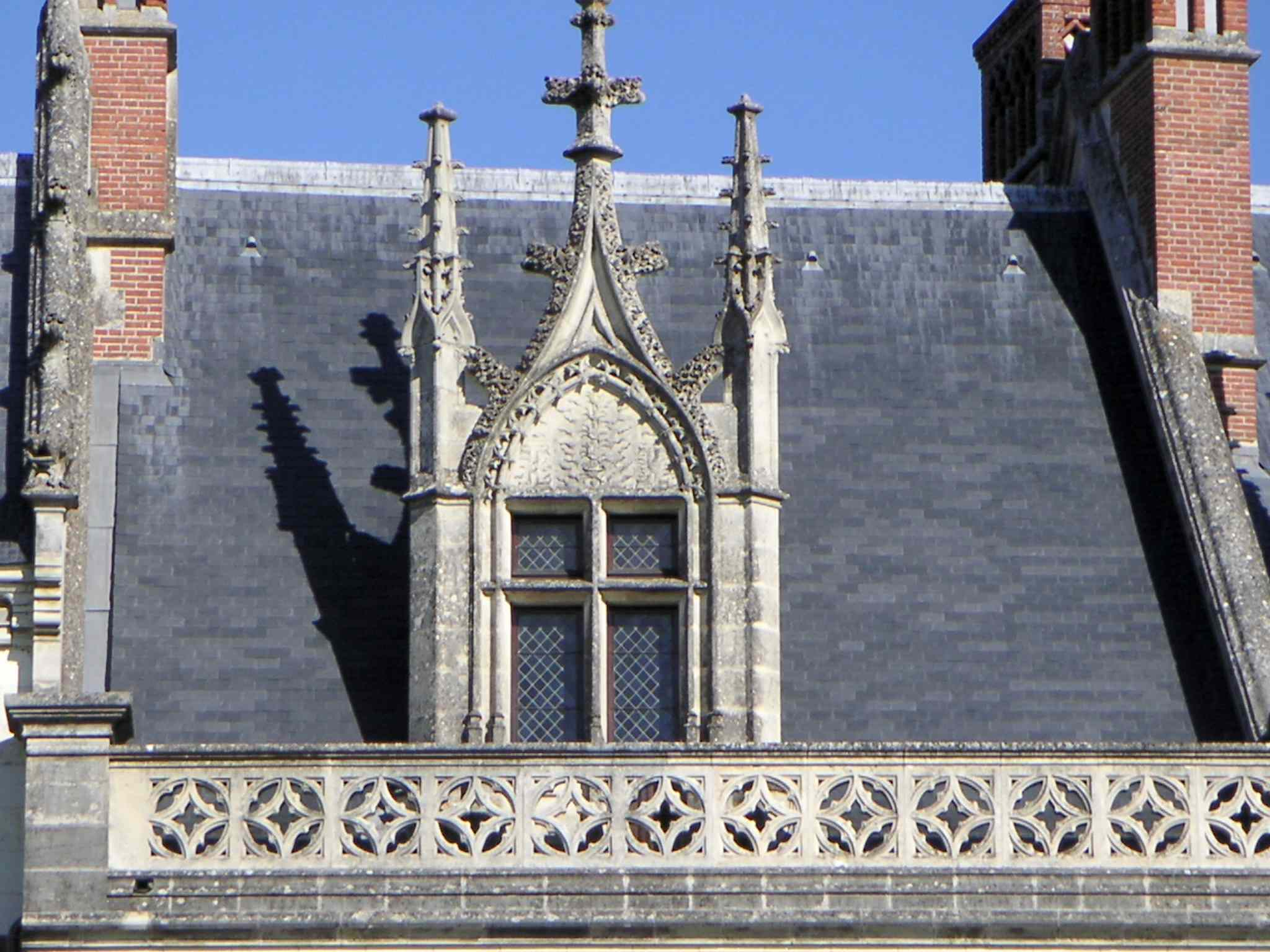
Tragaluz gótico
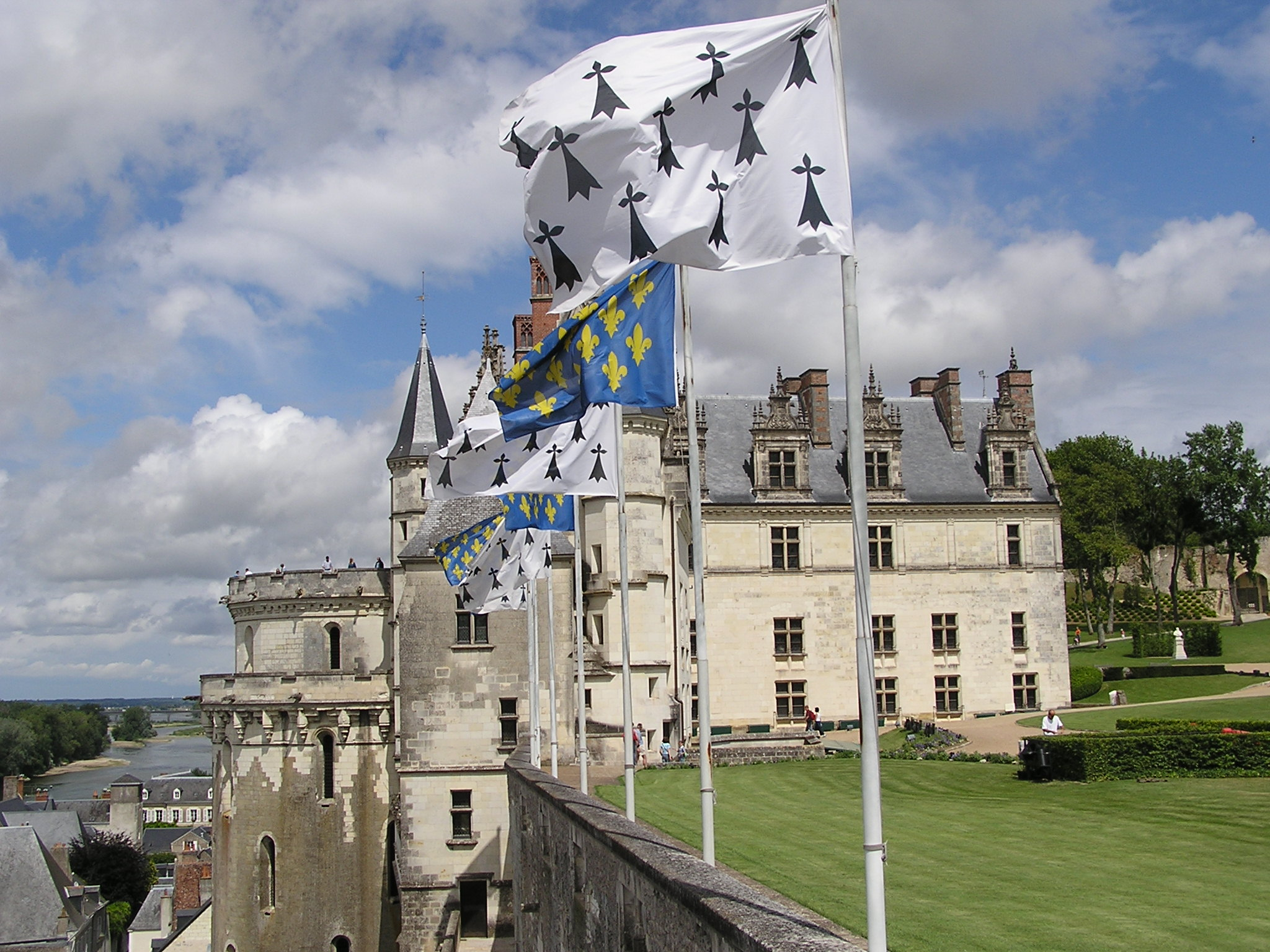
Fachada desde otro ángulo del castillo
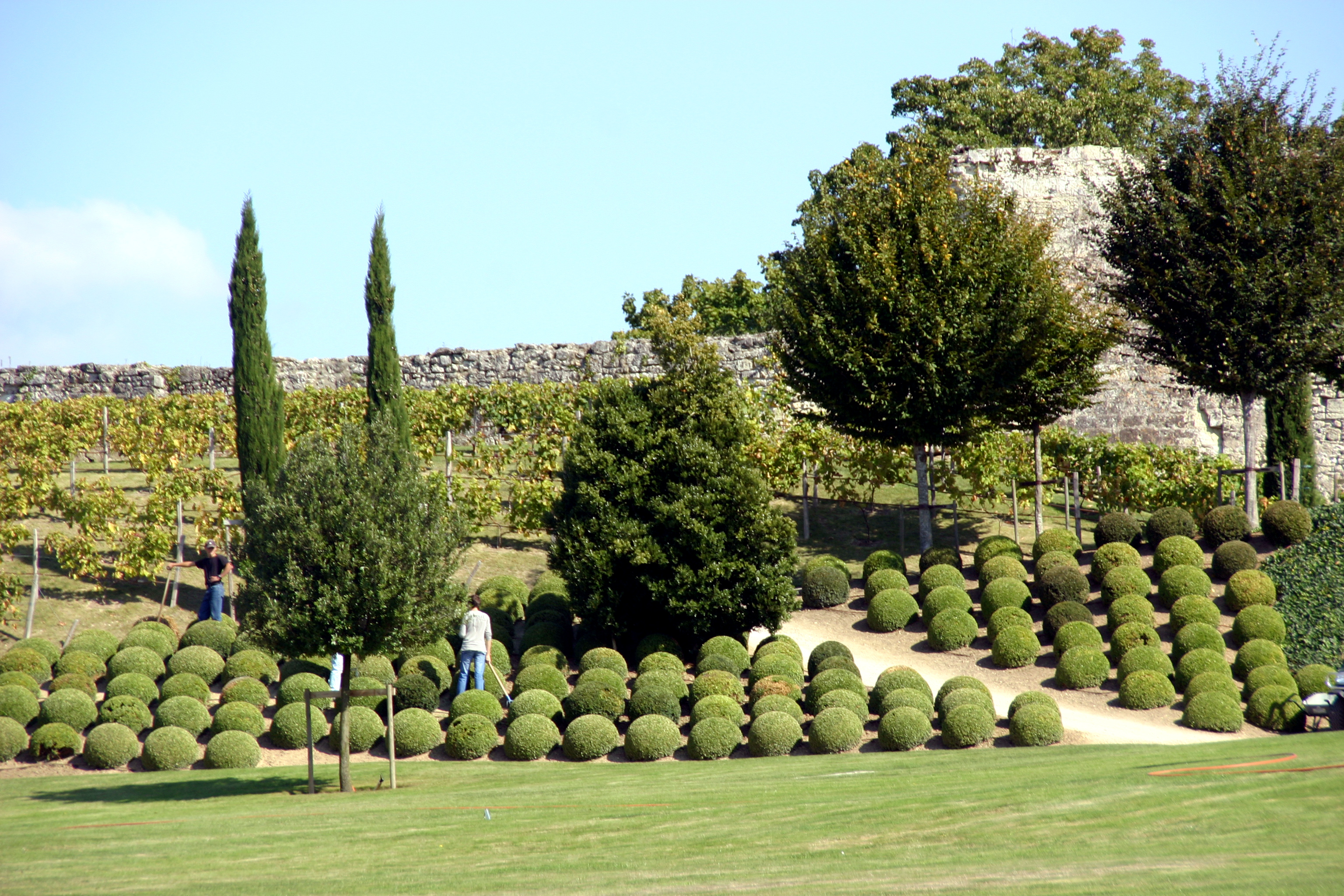
Jardines
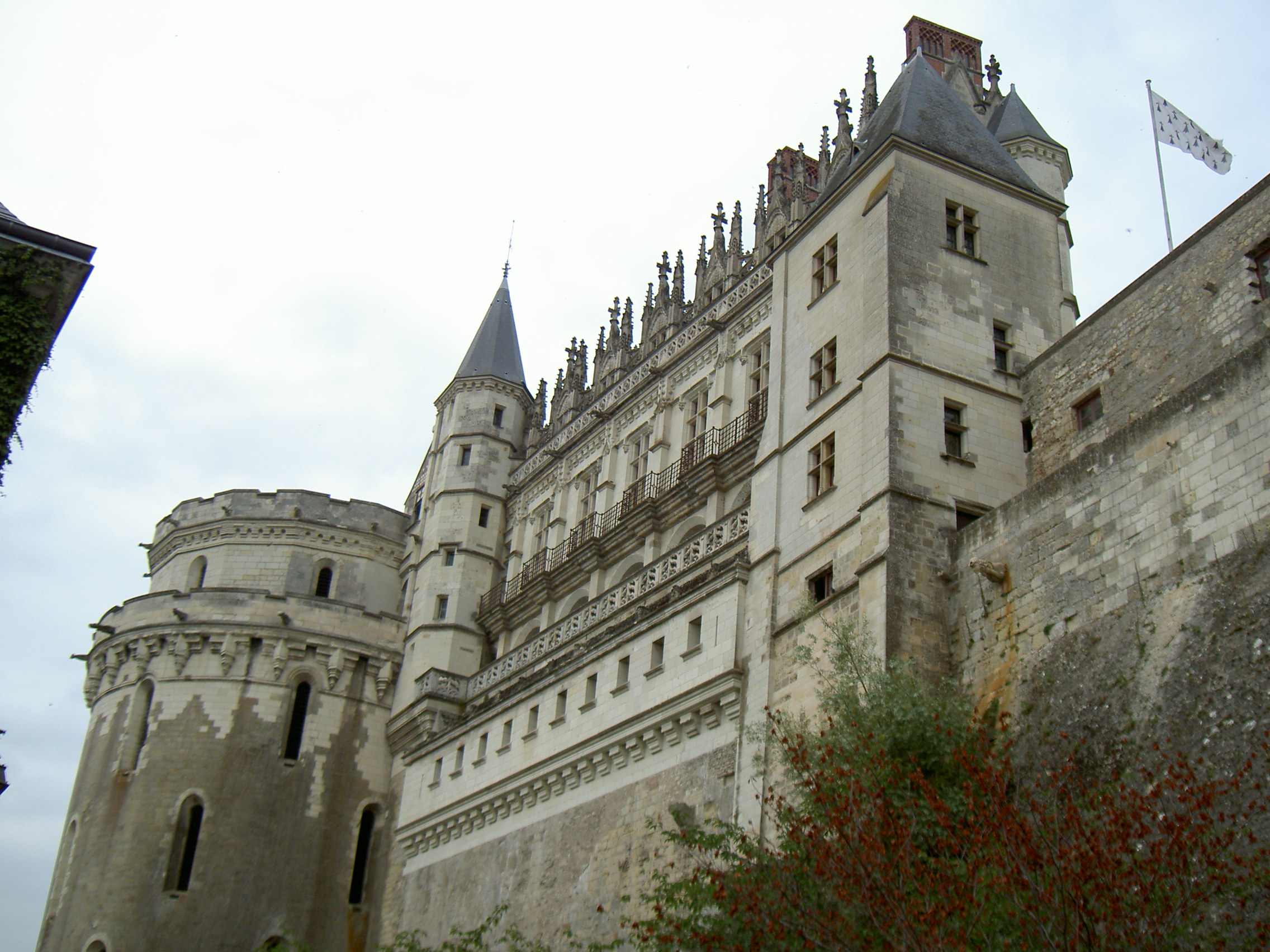
Palacio de Amboise visto desde el pueblo medieval
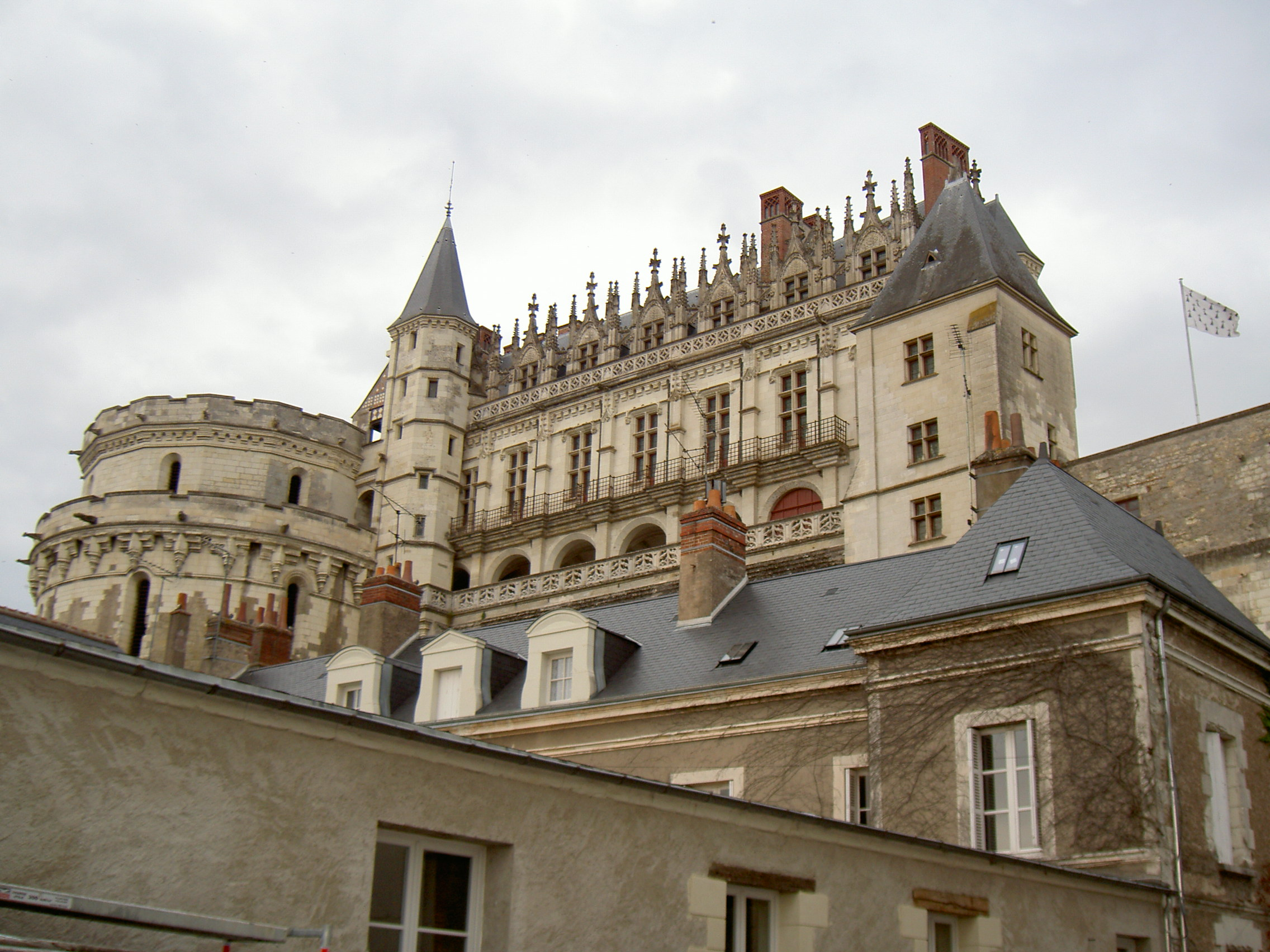
Vista exterior de la terraza

## Capilla de san Huberto
En esta capilla, pequeño edificio en estilo Gótico, fue enterrado el gran artista del Renacimiento Leonardo da Vinci. La arquitectura es sobria, aunque la portada presenta una gran riqueza decorativa, destacando el dintel de la puerta donde se representa de modo sucinto una escena de caza, aludiendo al santo al que se dedica la construcción.

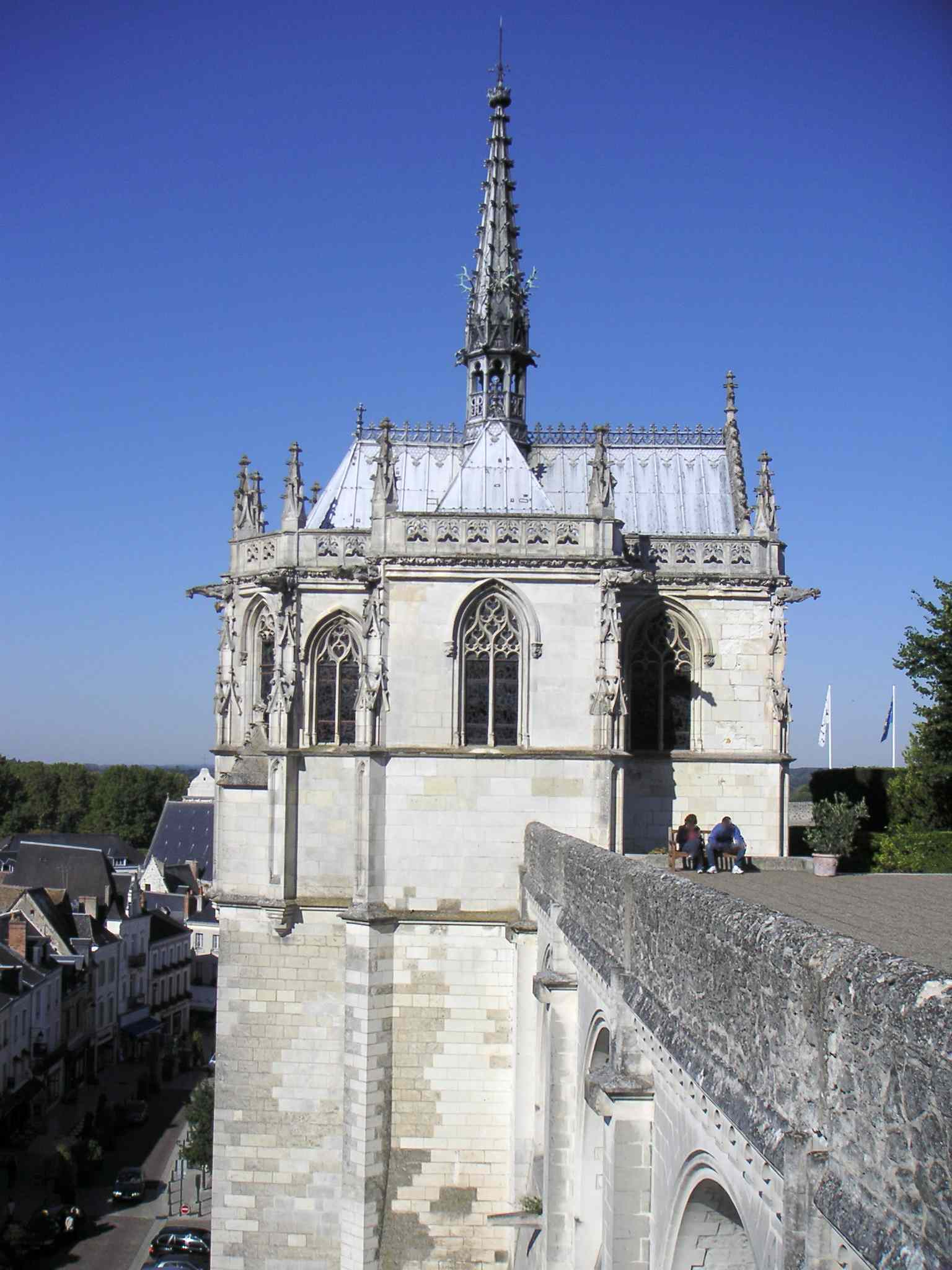
Vista exterior de la capilla
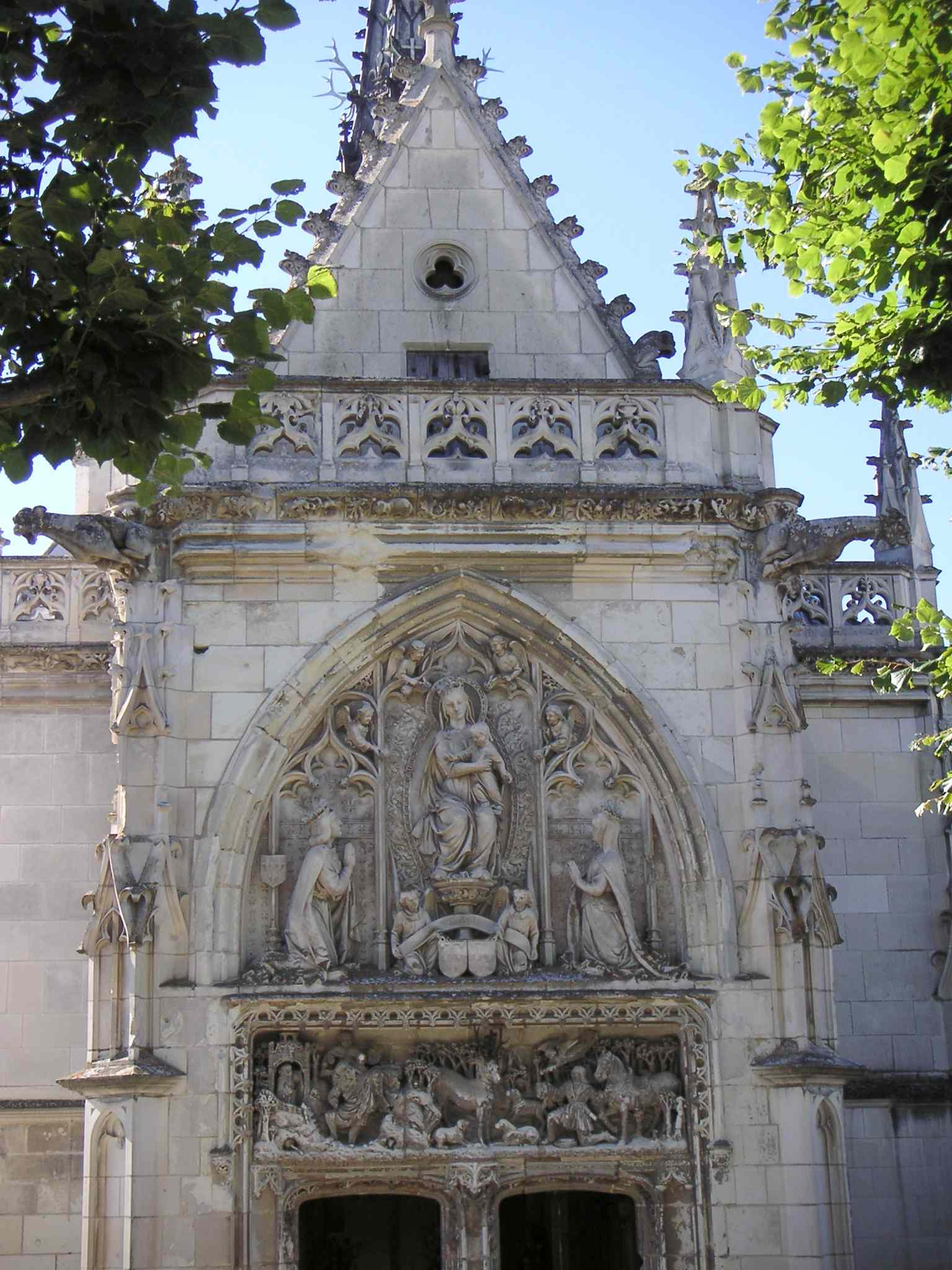
Fachada de la capilla de san Huberto
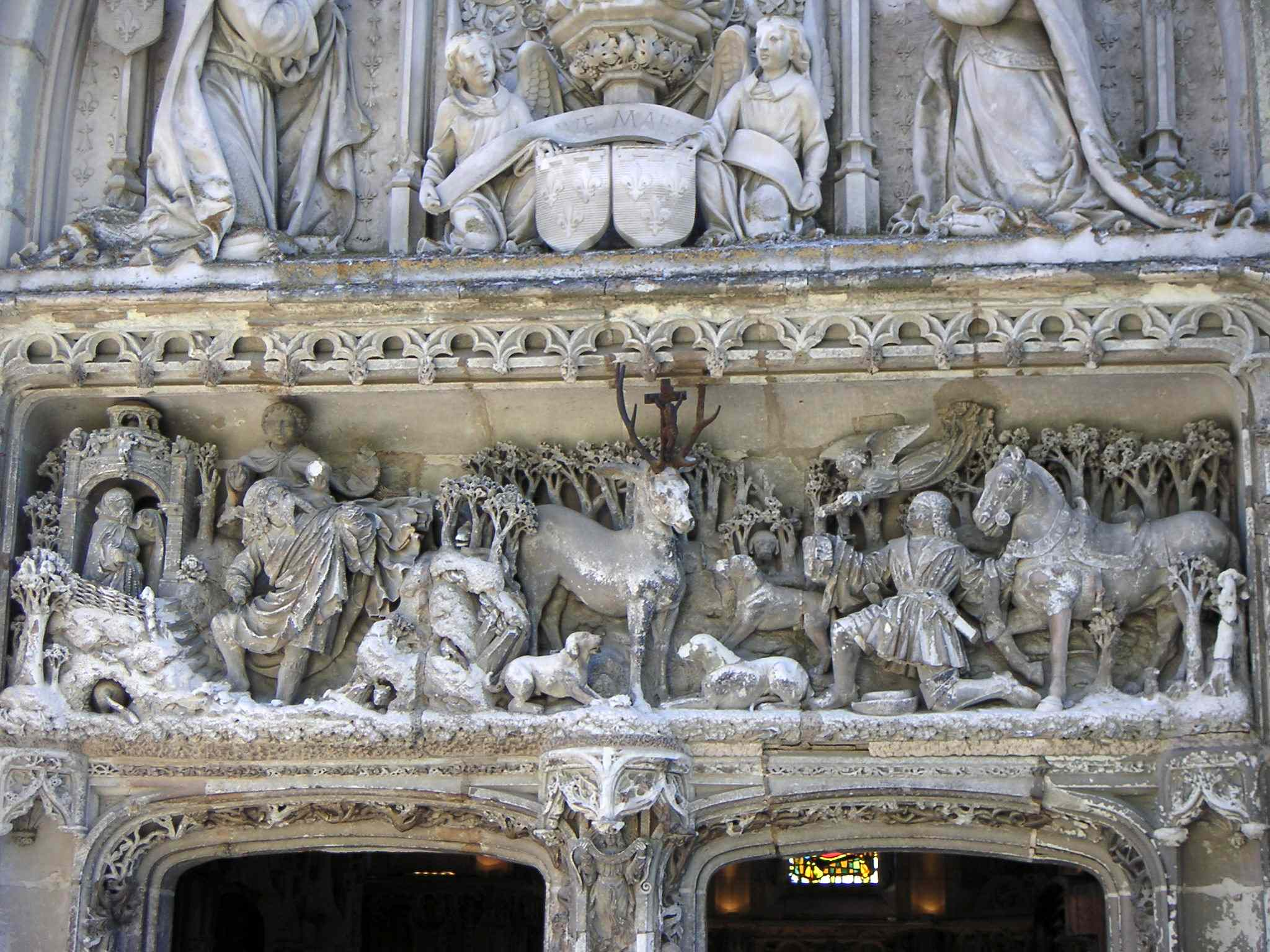
Detalles del dintel de la portada de la capilla
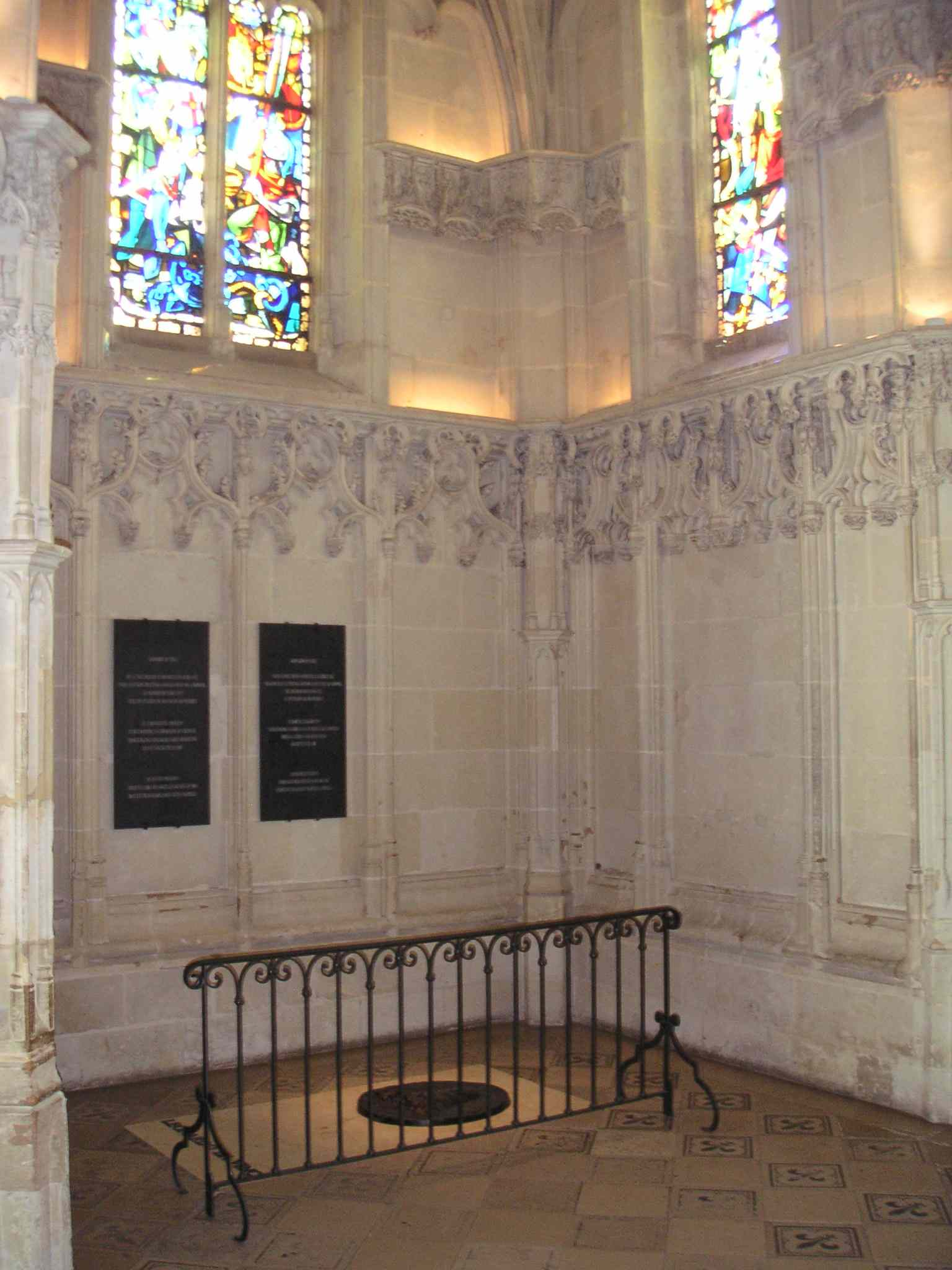
Tumba de Leonardo da Vinci